# Achterhes Profronde van Drenthe 2012
De 50e editie van de Ronde van Drenthe werd verreden op 10 maart 2012. De wedstrijd maakte deel uit van de UCI Europe Tour 2012 en werd gewonnen door de Nederlander Bert-Jan Lindeman, meteen zijn eerste profzege.

## Uitslag
| Ronde van Drenthe 2012 |                   |                              |          |
| Plaats                 | Naam              | Ploeg                        | Tijd     |
| Winnaar                | Bert-Jan Lindeman | Vacansoleil-DCM              | 4u42'04" |
| 2                      | Guillaume Boivin  | Team SpiderTech-C10          | z.t.     |
| 3                      | René Jørgensen    | Christina Watches-Onfone     | + 34"    |
| 4                      | Daniele Colli     | Team Type 1                  | z.t.     |
| 5                      | Stijn Neirynck    | Topsport Vlaanderen-Mercator | + 40"    |
| 6                      | Wouter Wippert    | Omega Pharma-Lotto           | z.t.     |
| 7                      | Tom Van Asbroeck  | Topsport Vlaanderen-Mercator | + 51"    |
| 8                      | Stefan Schumacher | Christina Watches-Onfone     | z.t.     |
| 9                      | Tom Stamsnijder   | Argos-Shimano                | z.t.     |
| 10                     | Remco Te Brake    | Cyclingteam De Rijke         | z.t.     |

1960 · 1961 · 1962 · 1963 · 1964 · 1965 · 1966 · 1967 · 1968 · 1969 · 1970 · 1971 · 1972 · 1973 · 1974 · 1975 · 1976 · 1977 · 1978 · 1979 · 1980 · 1981 · 1982 · 1983 · 1984 · 1985 · 1986 · 1987 · 1988 · 1989 · 1990 · 1991 · 1992 · 1993 · 1994 · 1995 · 1996 · 1997 · 1998 · 1999 · 2000 · 2001 · 2002 · 2003 · 2004 · 2005 · 2006 · 2007 · 2008 · 2009 · 2010 · 2011 · 2012 · 2013 · 2014 · 2015 · 2016 · 2017 · 2018 · 2019 · 2020 · 2021 · 2022 · 2023 · 2024 · 2025